# Ozero Lunjovo (sjö i Vitryssland)
Ozero Lunjovo (ryska: Озеро Лунёво) är en sjö i Belarus.   Den ligger i voblasten Brests voblast, i den centrala delen av landet, 180 km sydväst om huvudstaden Minsk. Ozero Lunjovo ligger 145 meter över havet.
Omgivningarna runt Ozero Lunjovo är en mosaik av jordbruksmark och naturlig växtlighet. Runt Ozero Lunjovo är det ganska glesbefolkat, med 21 invånare per kvadratkilometer.